# Krauss Typ XXXVbh
Die schmalspurige Dampflokomotive Typ XXXVbh ist eine 1916 gefertigte Einzelvariante des Krauss-Typ XXXV. Diese wurde 1916 an die ehemalige Opalenicka Kolej Wąskotorowa (Opalenitzaer Kleinbahnen – OKW) mit 750 mm Spurweite geliefert. Mit der Verstaatlichung der Opalenitzaer Kleinbahnen wurde die Lokomotive 1949 von den Polskie Koleje Państwowe (PKP) übernommen und als Txb1-1211 bezeichnet. Die Lokomotive wurde bis 1968 eingesetzt und ist als Schrott in Sochaczew vorhanden.

## Geschichte

### Opalenitzaer Kleinbahnen
Die Lokomotive wurde von den Opalenitzaer Kleinbahnen 1916 von der Münchener Firma Krauss als Einzelexemplar gekauft. Seitens der Bezeichnung gibt es in der Literatur widersprüchliche Aussagen, sodass über die Nummer der Bahngesellschaft keine gesicherten Erkenntnisse vorhanden sind. Die Lokomotive besitzt einen Innenrahmen für die Treibräder und einem Außenrahmen für die Schleppachse. Sie erhielt bei der Gesellschaft den Namen Turowo.

### PKP Txb1-1211
1947 hatte die PKP einige Lokomotiven von den Opalenitzaer Kleinbahnen und der Breslau-Trebnitz-Prausnitzer Kleinbahn, produziert von Krauss, übernommen und in die Reihe Txb1 eingereiht. Diese Maschinen entsprachen allerdings nicht der Typenreihe. 1949 erhielt die OKW Turowo die Bezeichnung Txb1-1211. Untersuchungen und Reparaturen wurden bis 1949 in den Werkstätten der Kleinbahngesellschaft durchgeführt. Nach der Verstaatlichung wurden sie in den Zakłady Naprawcze Taboru Kolejowego (ZNTK) Łapy und Nowy Sącz ausgeführt.
Im Jahr 1956 erhielt die Opalenicka Kolej Wąskotorowa eine neue Dampflok des Typs Px48.

### Umbau
Die Txb1-1211 wurde daraufhin zur Zuckerfabrik in Brześć Kujawski überstellt und für den Betrieb mit einem Schlepptender umgebaut. Der hintere Kohlenkasten wurde entfernt, der Führerstand nach hinten verlängert, und die neue Rückwand erhielt einen Übergang zu dem zweiachsigen Tender von Fablok.

### CBK 13
Nach dem Umbau wurde die Lok als CBK 13 (Cukrownia Brześć Kujawski) bezeichnet und war bis 1968 in der Zuckerfabrik im Einsatz. Nach einer Abstellzeit bis 1986 wurde sie dem Eisenbahnmuseum Sochaczew übergeben. Der gegenwärtige Zustand der Lok wird als Wrack bezeichnet.

## Konstruktion

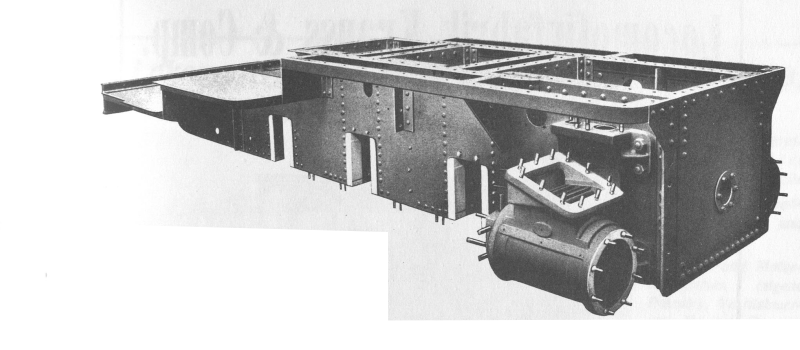
Ansicht eines Wasserkastenrahmens von Krauss-Lokomotiven

Im Blechrahmen sind die drei Antriebsräder mit Innenrahmenführung fest gelagert. Die antriebslose Schleppachse ist mit der als Antriebsachse ausgebildeten dritten Achse mit einem Krauss-Helmholtz-Lenkgestell verbunden und besitzt daher einen Außenrahmen. Die Pufferbohle besaß ursprünglich eine Trompetenkupplung nach Art der Straßenbahnen. Mit der Übernahme der Lok durch die PKP wurde diese durch eine Balancierhebelkupplung ersetzt.
Der Flammrohrkessel besaß eine kupferne Feuerbüchse, die nach dem Zweiten Weltkrieg durch eine stählerne ersetzt wurde. Er besteht aus zwei Schüssen. Auf dem ersten Schuss saß der Dampfdom mit Regler, auf der Haube waren zwei Sicherheitsventile nach der Bauart Krauss mit Druckfedern angebracht. Auf dem zweiten Kesselschuss saß der Sanddom, mit dem durch Handbedienung die zweite Achse von vorn und die Treibachse von hinten gesandet werden konnten. Der Kessel besaß deutsche Armaturen. Gespeist wurde der Kessel durch zwei Injektoren Bauart Körting mit einer Förderleistung von 60 l/min. Die Zweizylindermaschine wurde mit einer Heusinger-Steuerung gesteuert, die Zylinder besaßen Flachschieber.
Die Lokomotive hatte eine Handbremse, die mit einem Hebel, der auf der linken Seite des Kessels im Führerhaus saß, auf die ersten beiden Antriebsräder wirkte. Ursprünglich war die Lok mit einer Petroleumbeleuchtung ausgestattet, diese wurde in den 1960er Jahren gegen eine elektrische mit einem Turbogenerator ausgetauscht. Der Wasservorrat war in den seitlichen Kästen neben dem Kessel untergebracht. Der Kohlenkasten saß ursprünglich hinter dem Führerhaus. Ausgerüstet war die Dampflok zusätzlich mit einem Ejektor, an dem ein Gummischlauch zur Aufnahme von Wasser aus Gewässern angeschlossen werden konnte.